# Standard Oil
Standard Oil là một công ty sản xuất, vận chuyển, tinh chế và phân phối dầu mỏ của Hoa Kỳ. Được thành lập vào năm 1870 bởi John D. Rockefeller và Henry Flagler dưới dạng một tập đoàn ở Ohio, đây là nhà máy lọc dầu lớn nhất thế giới thời bấy giờ. Nó chính thức ra đời vào ngày 2/1/1882 khi 41 nhà đầu tư cùng ký Thỏa thuận ủy thác Standard Oil, hợp nhất cổ phần từ 40 công ty khác nhau thành một đơn vị quản lý tập trung, được điều hành bởi 9 thành viên hội đồng quản trị. Ước tính, giá trị ban đầu của nó là 70 triệu đô la. Ngày 21/3/1892, tổ chức Standard Oil Trust bị giải thể và tài sản của nó được tách thành 20 công ty độc lập, hình thành một liên minh không chính thức, được gọi là "Standard Oil Interests". Đến năm 1899, Standard Oil (New Jersey) đã mua lại cổ phần của 19 công ty còn lại và trở thành công ty mẹ, gọi là Jersey Standard.

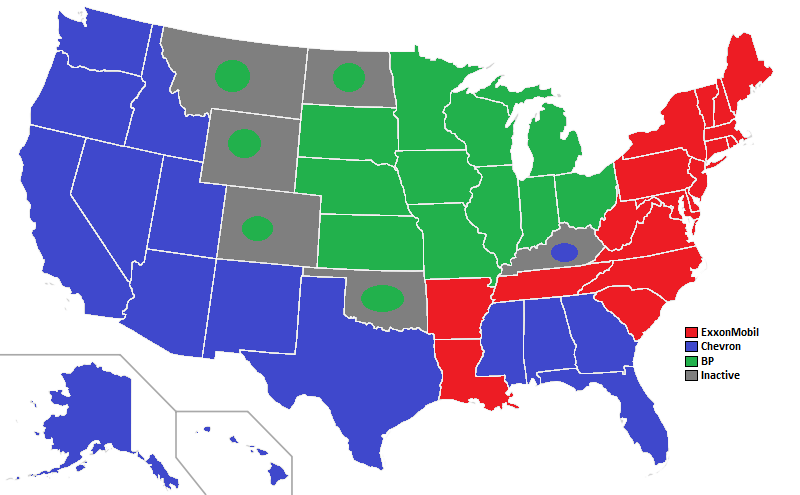
Bản đồ Standard Oil sau khi buộc phải chia tách

Từ năm 1899 đến năm 1911, công ty đã duy trì vị thế gần như độc quyền trong ngành công nghiệp dầu mỏ của Hoa Kỳ và là tập đoàn lớn nhất Hoa Kỳ lúc đó. Đến năm 1911, Tòa án Tối cao Hoa Kỳ đã phán quyết Standard Oil vi phạm về hành vi cạnh tranh không lành mạnh và yêu cầu tập đoàn phải chia tách tài sản. Những cáo buộc nhằm vào tập đoàn một phần đến từ những báo cáo điều tra của Ida Tarbell, người đã chấp bút cuốn sách nổi tiếng The History of the Standard Oil Company. Sau khi bị chia tách, tổng giá trị ròng của các công ty được tách ra từ tập đoàn là 375 triệu đô la, chiếm 57% tài sản của tập đoàn. Sau vụ việc, Jersey Standard trở thành tập đoàn lớn thứ hai tại Hoa Kỳ, chỉ sau Tổng Công ty Thép Hoa Kỳ.
Tập đoàn sau này được đổi tên thành Exxon vào năm 1973 và ExxonMobil vào năm 1999, vẫn là một trong những công ty dầu khí lớn nhất thế giới hiện nay. Những công ty tách ra khỏi Jersey Standard vào năm 1911 vẫn phát triển tốt và giữ vị thế mạnh suốt thế kỷ XX. Trong số đó có thể kể đến Mobil, Amoco, Chervon, Marathon Oil, Conoco và Atlantic Petroleum.

## Những năm đầu thành lập

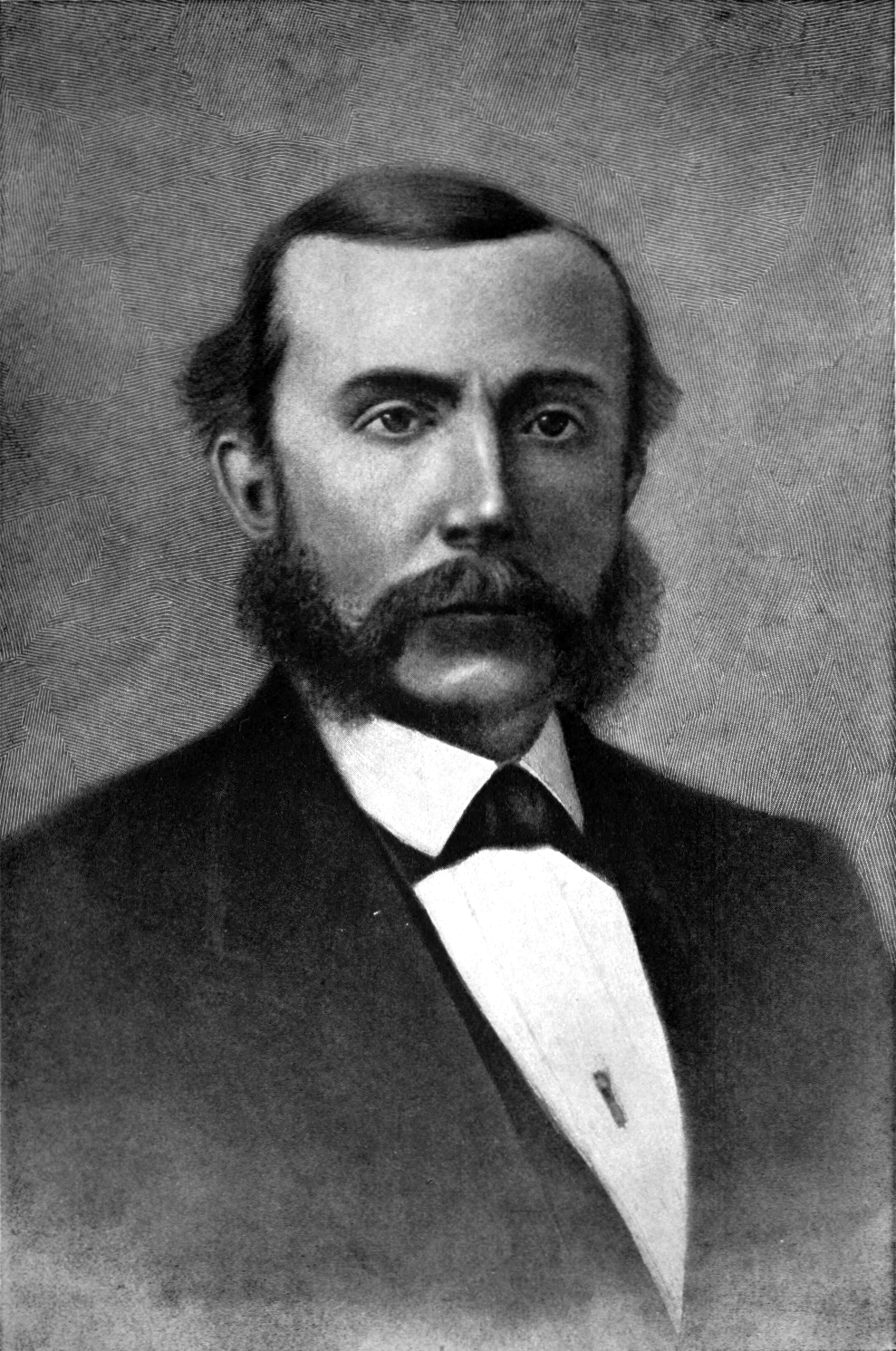
John D. Rockefeller vào năm 1872, sau khi thành lập Standard Oil

Lịch sử thành lập của Standard Oil bắt đầu từ năm 1863, khi một công ty hợp danh được thành lập bởi ông trùm kinh doanh tài phiệt John D. Rockefeller, cùng với anh trai ông là William Rockefeller, Henry Flagler, nhà hóa học Samuel Andrews, đối tác thầm lặng Stephen V. Harkness, và Oliver Burr Jennings (anh rể của William Rockefeller). Đến năm 1870, Rockefeller đã giải thể công ty hợp danh này và chính thức thành lập Standard Oil tại Ohio dưới dạng một công ty cổ phần, với số vốn ban đầu là 1 triệu đô la. Rockefeller lựa chọn tên "Standard Oil" thể hiện một biểu tượng cho "tiêu chuẩn" đáng tin cậy về chất lượng và dịch vụ mà ông mong muốn thiết lập cho ngành công nghiệp dầu mỏ còn non trẻ.

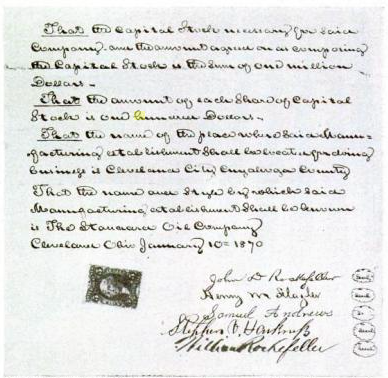
Điều lệ thành lập Standard Oil được ký bởi John D. Rockefeller, Henry M. Flagler, Samuel Andrews, Stephen V. Harkness và William Rockefeller, năm 1870

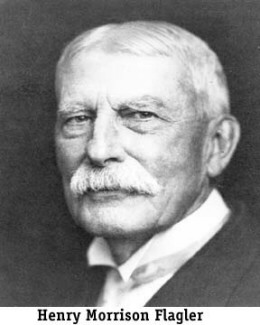
Henry Flagler trước năm 1923

Trong những năm đầu, Rockefeller đóng vai trò chủ chốt trong việc điều hành công ty, là nhân vật ảnh hưởng lớn trong việc định hình ngành công nghiệp dầu mỏ mới. Mặc dù ông đã nhanh chóng phân quyền và giao nhiệm vụ xây dựng chính sách cho một hệ thống các ủy ban, nhưng ông vẫn duy trì vị thế là cổ đông lớn nhất. Quyền lực được tập trung tại văn phòng chính của công ty ở Cleveland, tuy nhiên, các quyết định trong văn phòng được đưa ra dựa trên sự hợp tác.
Công ty phát triển mạnh mẽ nhờ việc tăng doanh số bán hàng và thông qua các thương vụ mua lại. Sau khi mua lại các công ty đối thủ, Rockefeller thường đóng cửa những đơn vị mà ông cho là kém hiệu quả.
Trong một thỏa thuận mang tính bước ngoặt vào năm 1868, tuyến đường sắt Lake Shore (một phần của tuyến đường sắt trung tâm New York) đã cấp cho công ty của Rockefeller mức giá ưu đãi 1 xu mỗi gallon (tương đương 42 xu mỗi thùng), chiết khấu 71% so với giá niêm yết. Đổi lại, Rockefeller cam kết vận chuyển ít nhất 60 toa dầu mỗi ngày và tự bốc dỡ. Các công ty nhỏ hơn đã kịch liệt lên án những thỏa thuận này là không công bằng, vì họ không thể sản xuất đủ lượng dầu để đủ điều kiện nhận chiết khấu tương tự.

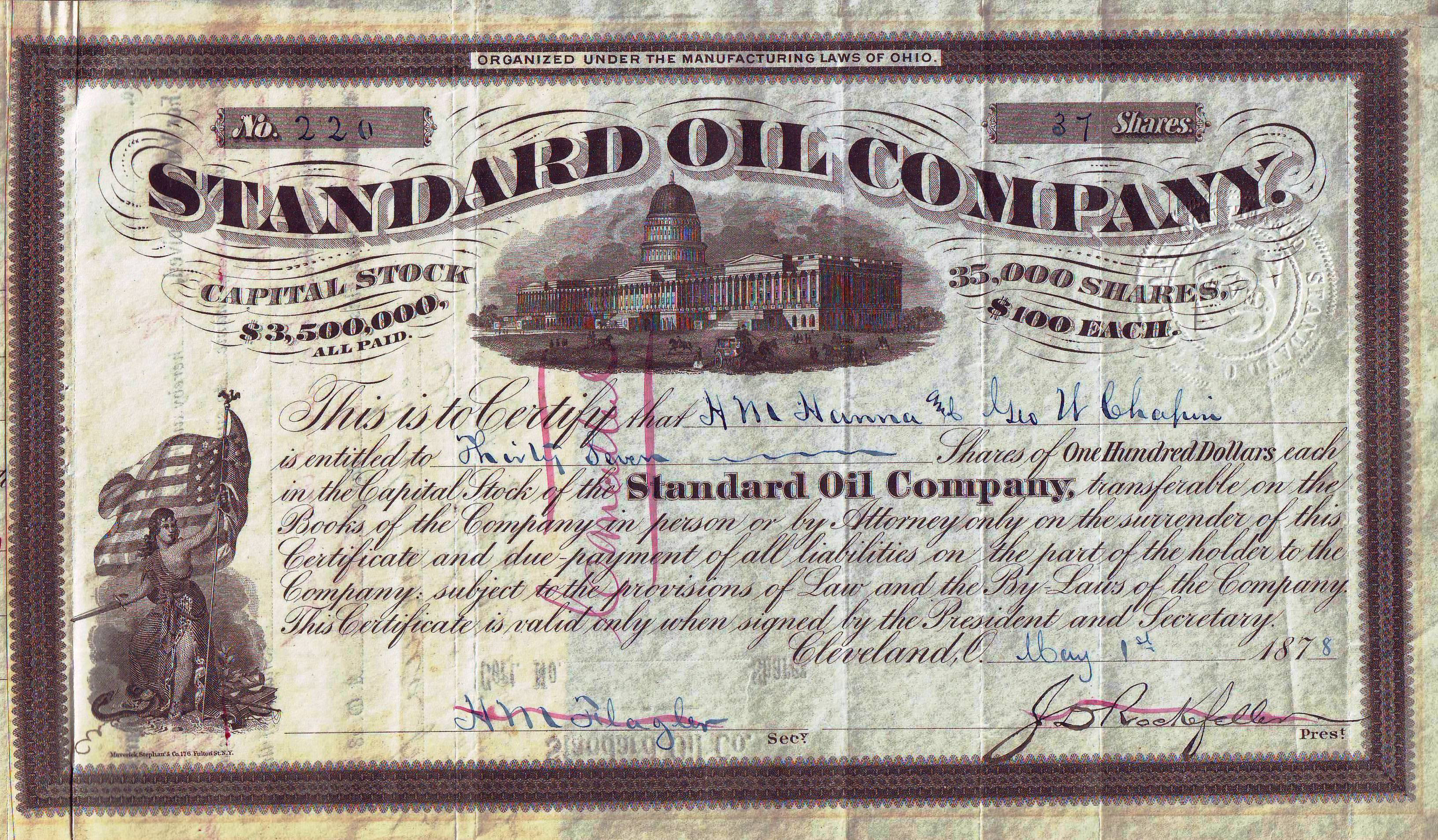
Cổ phiếu của Công ty Standard Oil, phát hành ngày 1 tháng 5 năm 1878

Những hành động và thỏa thuận bí mật của Standard đã góp phần làm giá dầu hỏa giảm mạnh từ 58 xu xuống 26 xu trong giai đoạn 1865 - 1870. Rockefeller cũng tận dụng kênh đào Erie như một hình thức vận chuyển thay thế nhưng giảm chi phí vào những tháng mùa hè khi kênh không bị đóng băng để vận chuyển dầu tinh chế từ Cleveland đến vùng công nghiệp lớn ở Đông Bắc Hoa Kỳ. Đến mùa đông, ông tận dụng thỏa thuận để vận chuyển qua tuyến đường sắt Erie và tuyến đường sắt trung tâm New York đến thành phố New York, tuyến đường sắt Pennsylvania đến Pittsburgh và Philadelphia.

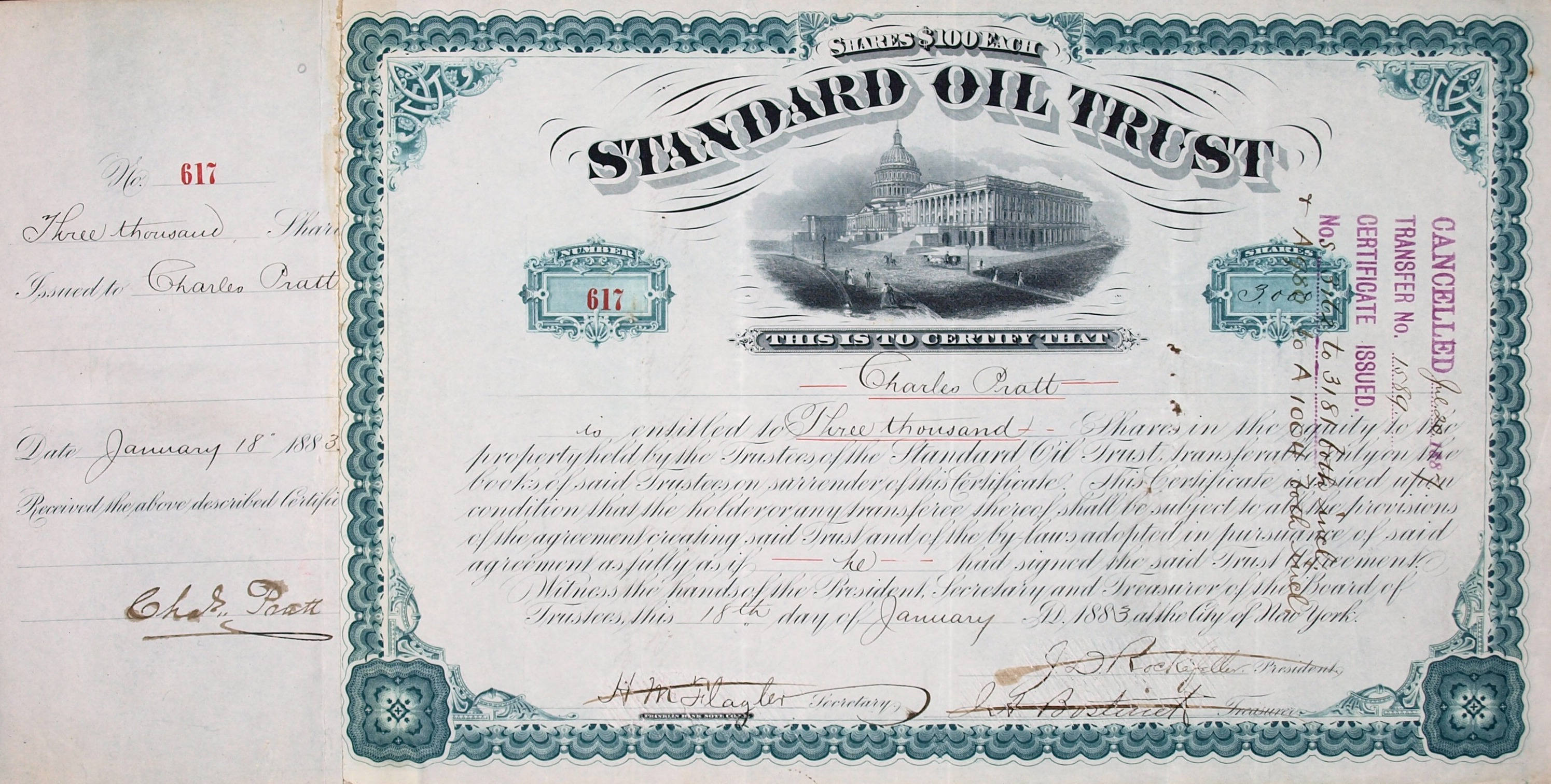
Cổ phiếu của Standard Oil Trust, phát hành ngày 18 tháng 1 năm 1883

Các đối thủ cạnh tranh không hài lòng và kịch liệt lên án các hoạt động của công ty, nhưng chiến lược giảm giá của ông vẫn phù hợp với thị hiếu của thị trường. Khi mỏ dầu Spindletop ở Texas được phát hiện, vốn nằm cách xa trụ sở chính của công ty ở Cleveland, trước khi nhu cầu sử dụng dầu vượt ra khỏi mục đích sưởi ấm và thắp sáng. Chính vì thế, công ty ở vị thế lý tưởng để thống trị sự phát triển của toàn ngành công nghiệp dầu mỏ. Khi ấy, người ta cho rằng công ty nắm quyền sở hữu và kiểm soát gần như mọi khía cạnh trong lĩnh vực kinh doanh này.

### Công ty South Improvement

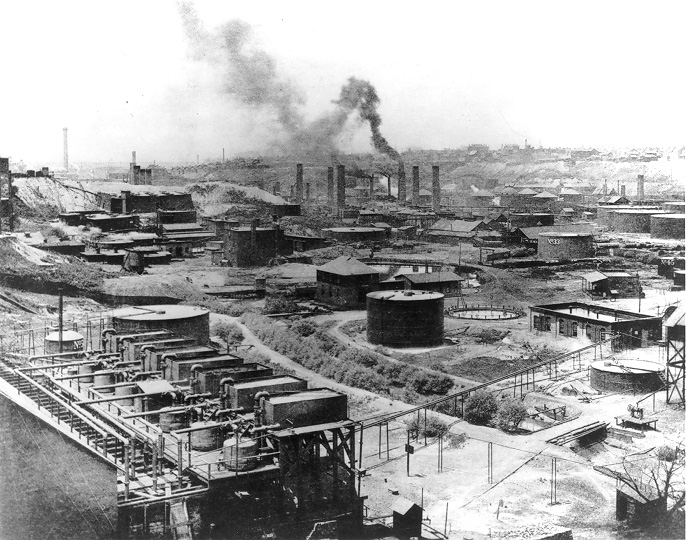
Nhà máy lọc dầu số 1 Standard Oil ở Cleveland, Ohio vào năm 1889

Năm 1872, Rockefeller đã gia nhập công ty South Improvement, một thỏa thuận cho phép ông nhận được các khoản hoàn trả khi vận chuyển và giảm giá đối với lượng dầu mà đối thủ cạnh tranh của ông vận chuyển. Ông đã thuyết phục thành công các nhà máy lọc dầu ở Cleveland bán lại doanh nghiệp của họ cho công ty Standard Oil để đổi lấy tiền mặt hoặc cổ phiếu. Tuy nhiên, sau khi thỏa thuận bị phanh phui, các đối thủ cạnh tranh đã lên án gây gắt và yêu cầu Cơ quan lập pháp Pennsylvania thu hồi giấy phép của South Improvement. Tuy nhiên trên thực tế không có dầu nào được vận chuyển theo thỏa thuận này. Bằng cách sử dụng chiến thuật cực kỳ hiệu quả (sau này bị chỉ trích rộng rãi), Standard Oil đã thâu tóm hoặc loại bỏ hầu hết các đối thủ cạnh tranh ở Cleveland chỉ trong vòng chưa đầy hai tháng, và sau đó là toàn bộ vùng Đông Bắc Hoa Kỳ.

### Ủy ban điều tra Hepburn
Năm 1879, A. Barton Hepburn được Cơ quan lập pháp bang New York chỉ đạo tiến hành điều tra các hoạt động giảm giá mà các công ty đường sắt dành cho những khách hàng lớn của họ trong bang. Những thương gia không liên quan đến ngành dầu mỏ đã thúc đẩy các cuộc điều tra này. Trước khi ủy ban tiến hành điều tra, rất ít người biết được quy mô kiểm soát và tầm ảnh hưởng của công ty Standard Oil đối với các nhà máy lọc dầu và đường ống tưởng chừng không liên quan - Hawke (1980) cho biết chỉ khoảng 10 người trong Standard Oil biết về phạm vi hoạt động của công ty.
Luật sư của ủy ban, Simon Sterne, đã thẩm vấn các đại diện từ tuyến đường sắt Erie và tuyến đường sắt trung tâm New York và cho biết đã phát hiện ra ít nhất một nửa số lượng vận chuyển đường dài của tàu được hoàn tiền, và phần lớn lưu lượng này đến từ Standard Oil. Ngay cả các công ty khác cũng xác nhận đã nhận được các khoản giảm giá này như Simon Bernheimmer, người từng là đối tác của công ty Olefin Oil. Sau đó, ủy ban đã chuyển trọng tâm sang các hoạt động của Standard Oil. John Dustin Archbold, với tư cách là chủ tịch của công ty Acme Oil, phủ nhận Acme có liên quan đến Standard Oil. Tuy nhiên, sau đó ông đã phải thừa nhận mình là một giám đốc của Standard Oil.
Báo cáo cuối cùng của ủy ban đã khiển trách các công ty đường sắt vì chính sách giảm giá của họ và Standard Oil là ví dụ điển hình. Tuy nhiên, lời khiển trách này phần lớn không còn quan trọng đến lợi ích của Standard Oil, vì các đường ống dẫn dầu đường dài lúc này đã trở thành phương thức vận chuyển hàng đầu của họ.

### Standard Oil Trust

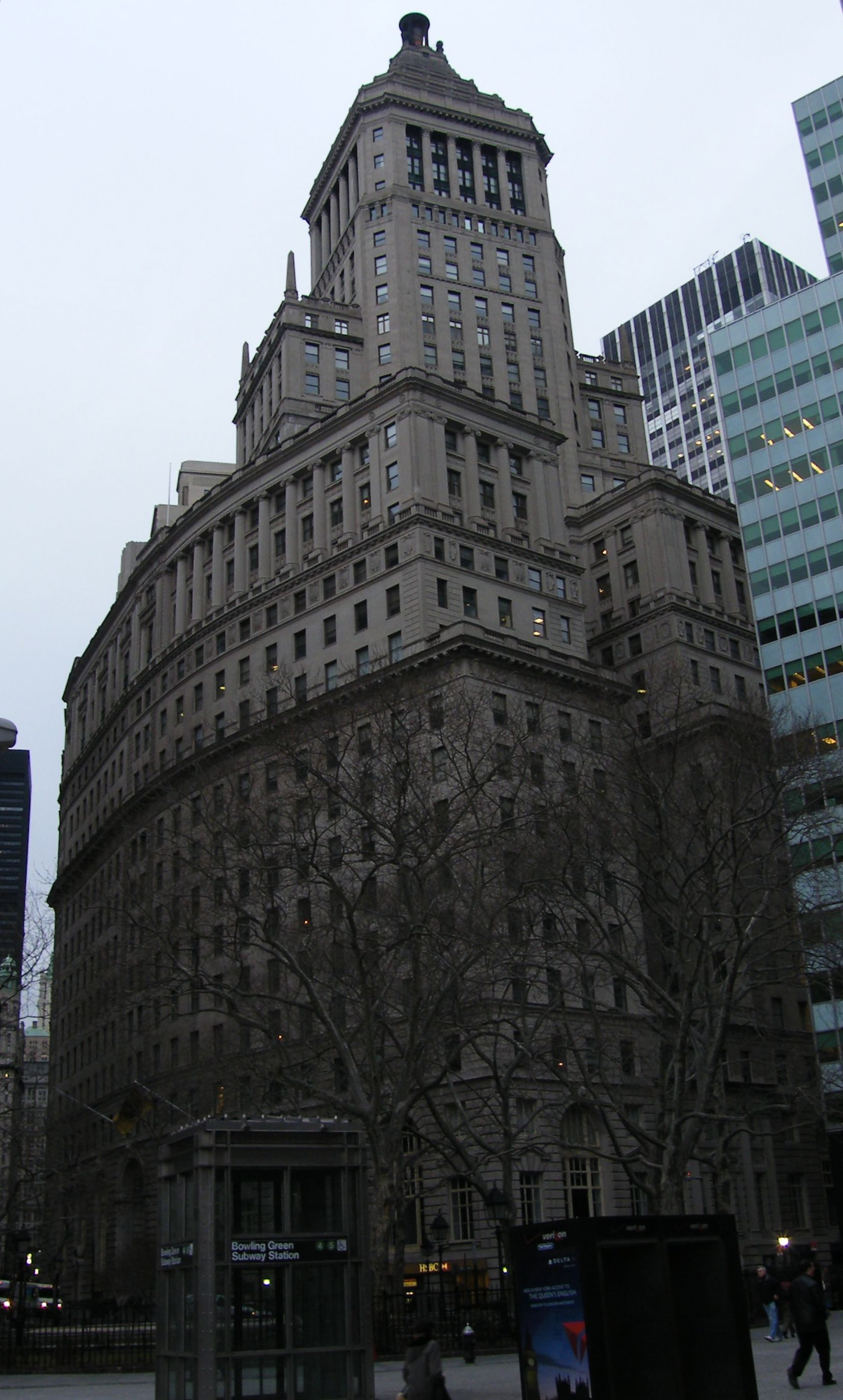
Trụ sở chính ở New York của công ty từ năm 1885

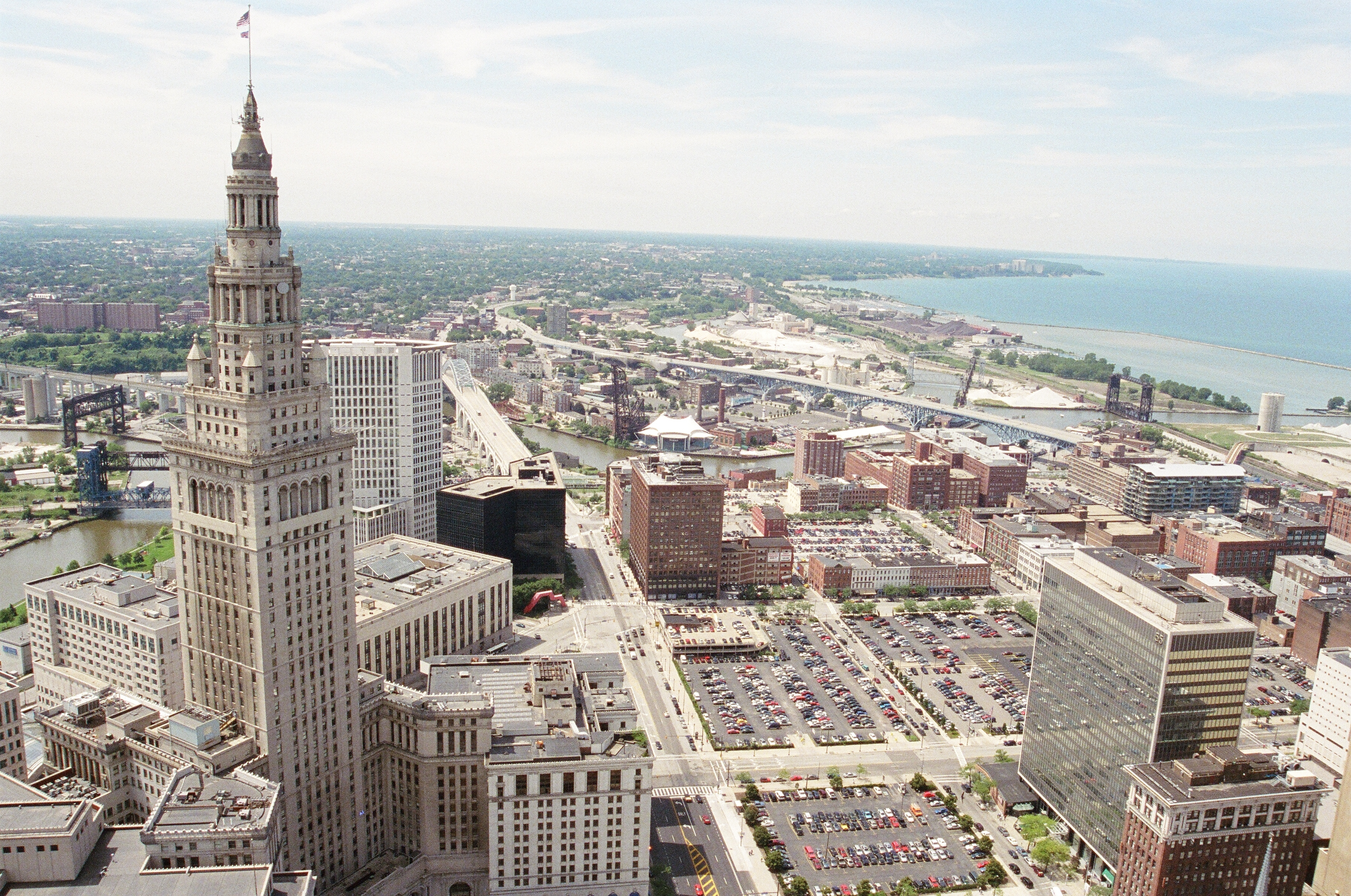
Một góc Cleveland, Ohio nơi từng là trụ sở chính của công ty trong nhiều năm

Để đối phó với các luật tiểu bang hạn chế quy mô của các công ty, Rockefeller và các cộng sự đã phát triển những phương pháp tổ chức đổi mới nhằm quản lý hiệu quả doanh nghiệp đang phát triển nhanh chóng. Vào ngày 2/1/1882, họ đã hợp nhất các công ty riêng lẻ của Standard, trải rộng trên hàng chục tiểu bang, dưới một nhóm người ủy thác duy nhất. Theo một thỏa thuận bí mật, 37 cổ đông hiện có đã chuyển nhượng cổ phần của họ theo "hình thức ủy thác" cho 9 thành viên hội đồng quản trị bao gồm John D. Rockefeller, William Rockefeller, Oliver H. Payne, Charles Pratt, Henry Flalger, John D. Archbold, William G. Warden, Jabez Bostwick và Benjamin Brewster.
Các nhà lập pháp thiết lập những hạn chế như vậy với hy vọng buộc các công ty thành công phải thành lậpcông ty con để nộp thuế và bị ràng buộc bởi pháp luật của bang đó. Tuy nhiên, mô hình tơ-rớt của Standard Oil đã chứng minh được sự thành công vang dội đến mức nhiều doanh nghiệp khổng lồ khác cũng đã áp dụng hình thức này.
Tính đến năm 1882, John Dustin Archbold là trợ lý cấp cao nhất của Rockefeller. Sau năm 1896, Rockefeller dần rút khỏi công việc kinh doanh để tập trung vào hoạt động từ thiện của bản thân và để Archbold nắm quyền điều hành. Các giám đốc đáng chú ý khác của công ty bao gồm Henry Flagler, người đã phát triển tuyến đường sắt và các thành phố nghỉ dưỡng Bờ biển phía Đông Florida, và Henry H. Rogers, người đã xây dựng tuyến đường sắt Virginian.
Năm 1885, trụ sở chính của Standard Oil thuộc bang Ohio đã chuyển từ Cleveland đến 26 Boardway ở Thành phố New York. Đồng thời, các thành viên hội đồng quản trị của Standard Oil thuộc bang Ohio đã thành lập Standard Oil thuộc New Jersey (SOCNJ) để tận dụng luật sở hữu cổ phiếu doanh nghiệp có phần thoải mái hơn của New Jersey. Tuy nhiên, nó đã bị buộc giải thể vào năm 1892 do luật chống độc quyền.

### Đạo luật Chống độc quyền Sherman năm 1890
Năm 1890, Quốc hội Hoa Kỳ đã thông qua Đạo luật Chống độc quyền Sherman với số phiếu áp đảo (Thượng viện 51-1 và Hạ viện 242-0). Đây là nền tảng của các đạo luật chống độc quyền ở Hoa Kỳ, cấm mọi hợp đồng, kế hoạch, giao dịch hoặc âm mưu nhằm hạn chế thương mại. Tập đoàn Standard Oil Trust nhanh chóng thu hút sự chú ý của các cơ quan chống độc quyền, dẫn đến vụ kiện do Tổng chưởng lý Ohio David K. Watson đệ trình và sau đó buộc phải giải thể.

### Lợi nhuận và cổ tức

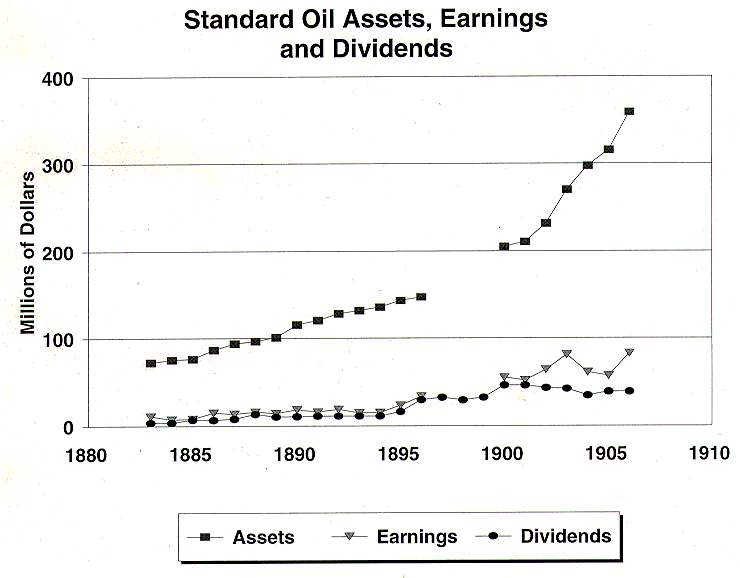
Biểu đồ doanh thu của Standard Oil từ năm 1880 đến năm 1910

Từ năm 1882 đến năm 1906, Standard Oil đã chi trả tổng cộng 548.463.000 đô la (tương đương 13.941.200.000 đô la vào năm 2023) tiền cổ tức, với tỉ lệ chi trả 65,4%. Tổng lợi nhuận ròng trong cùng giai đoạn này lên tới 838.783.800 đô la (tương đương 21.321.800.000 đô la vào năm 2023), sau khi chi trả tiền cổ tức, lợi nhuận còn lại 290.347.800 đô la, phần lợi nhuận dư ra này được sử dụng để mở rộng nhà máy.

## Giai đoạn 1895 - 1913
Năm 1896, John D. Rockefeller rút khỏi vai trò quản lý tại công ty Standard Oil of New Jersey (công ty mẹ của tập đoàn), nhưng vẫn giữ chức chủ tịch và là một cổ đông lớn. Phó chủ tịch John Dustin Archbold đã đảm nhận phần lớn công việc điều hành công ty. Đến năm 1904, Standard Oil kiểm soát 91% hoạt động lọc dầu và 85% doanh số bán hàng tại Hoa Kỳ. Vào thời điểm này, các luật chống độc quyền của tiểu bang và liên bang bắt đầu được ban hành để kiềm chế sự phát triển này. Năm 1911, Bộ Tư pháp Hoa Kỳ đã kiện tập đoàn theo luật chống độc quyền liên bang và ra lệnh chia tách tập đoàn thành 39 công ty.
Vị thế thị trường của Standard Oil ban đầu được củng cố nhờ việc gây thiện cảm với khách hàng. Trong khi hầu hết các công ty khác đổ xăng thải ra sông, Standard Oil đã tận dụng nó làm nhiên liệu cho máy móc của mình. Khi các nhà máy lọc dầu khác đang đau đầu với chất thải dư ra từ việc lọc dầu, Rockefeller đã tìm cách bán chúng như mua công ty đã phát minh và sản xuất Vaseline, Chesebrough Manufacturing để bán thành phần mỡ khoáng hay cung cấp những phụ phẩm cho các ngành công nghiệp cần chúng làm vật liệu thô.
Ida M. Tarbell, một trong những "nhà báo điều tra" (Muckrakers) nổi tiếng của Hoa Kỳ, là con gái của một nhà sản xuất dầu thất bại vì hoạt động kinh doanh của Rockefeller. Bà tìm tới Henry H. Rogers, một giám đốc điều hành cấp cao của Standard Oil, điều đáng ngạc nhiên là Henry H. Rogers không hề né tránh mà còn rất thiện chí, hợp tác để bà điều tra. Sau những cuộc nói chuyện, các cuộc điều tra của bà về Standard Oil đã thúc đẩy làn sóng công kích công khai ngày càng tăng đối với Standard Oil nói riêng và các tổ hợp độc quyền nói chung. Tác phẩm của bà được xuất bản thành 19 kỳ trên tạp chí McClure's từ tháng 11/1902 đến tháng 10/1904, sau đó được xuất bản thành sách The History of the Standard Oil Company vào năm 1904.
Rockefeller tuyên bố vào năm 1910: "Tôi nghĩ rằng đúng là gia tộc Pratt, gia tộc Payne-Whitney, gia tộc Harkness-Flagler (gia nhập công ty) và gia tộc Rockefeller đã kiểm soát phần lớn cổ phiếu trong toàn bộ lịch sử công ty cho đến nay."
Các gia tộc này đã tái đầu tư phần lớn cổ tức vào các ngành công nghiệp khác, đặc biệt là đường sắt. Họ cũng đầu tư mạnh vào kinh doanh khí đốt và điện chiếu sáng (bao gồm cả tập đoàn khổng lồ Consolidated Gas của Thành phố New York). Họ đã mua một lượng lớn cổ phiếu trong Tổng Công ty Thép Hoa Kỳ, Amalgamated Copper, và thậm chí cả Corn Products Refining.
Weetman Pearson, một doanh nhân dầu mỏ người Anh ở Mexico, đã đàm phán với Standard Oil vào năm 1912 - 1913 để bán công ty dầu "El Aguila" của ông, vì Pearson không còn bị ràng buộc bởi những lời hứa với chế độ Porfirio Díaz (1876 - 1911) về việc không bán những lợi ích lớn cần thiết cho Hoa Kỳ. Tuy nhiên, thỏa thuận này không thành công và công ty được bán cho Royal Dutch Shell.

### Trung Quốc
Sản lượng của Standard Oil tăng nhanh đến mức vượt quá nhu cầu trong Hoa Kỳ, và công ty bắt đầu tìm kiếm thị trường xuất khẩu. Vào những năm 1890, Standard Oil bắt đầu mua bán dầu hỏa cho dân số đông đúc gần 400 triệu người của Trung Quốc làm nhiên liệu cho đèn dầu. Standard Oil đã chọn tên Mei Foo (tiếng Trung Quốc: 美孚) làm tên thương hiệu của mình tại thị trường Trung Quốc. Mei Foo cũng trở thành tên của loại đèn thiếc mà Standard Oil sản xuất và tặng hoặc bán rẻ cho nông dân Trung Quốc, khuyến khích họ chuyển từ dầu thực vật sang dầu hỏa. Chiến lược thành công nhanh chóng, doanh số bán hàng bùng nổ, và Trung Quốc trở thành thị trường lớn nhất của Standard Oil tại châu Á. Sau thành công, Standard Oil nhanh chóng mở rộng thị trường, liên doanh với Socony-Vaccum Oil, thành lập công ty Standard Vacuum Oil, gọi tắt là Stanvac. Trước trận Trân Châu Cảng, Stanvac là khoản đầu tư lớn nhất của Hoa Kỳ tại Đông Nam Á.
The North China Department của Socony (Standard Oil Company of New York) điều hành một công ty con tên là Socony River and Coastal Fleet, North Coast Division. Sau này nó trở thành North China Division của Stanvac sau khi Stanvac được thành lập vào năm 1933. Để phân phối sản phẩm, Standard Oil đã xây dựng các kho chứa, nhà máy đóng chai để vận chuyển dầu từ các tàu chở dầu lớn và được đóng gói lại vào các thùng thiếc 5 gallon Hoa Kỳ, kho bãi và văn phòng tại các thành phố lớn của Trung Quốc. Để phân phối nội địa, công ty sử dụng xe bồn chở dầu và toa xe chở dầu đường sắt, tàu hơi nước có mớn nước thấp và các loại tàu khác.
North China Division của Stanvac có trụ sở tại Thượng Hải, sở hữu hàng trăm con tàu, bao gồm sà lan động cơ, tàu hơi nước, xuồng máy, tàu kéo và tàu chở dầu. Có tới 13 tàu chở dầu hoạt động trên sông Trường Giang, lớn nhất trong số đó là Mei Ping (1.118 GRT), Mei Hsia (1.048 GRT) và Mei An (934 GRT). Cả ba đều đã bị phá hủy trong "sự cố" USS Panay vào năm 1937.
Mei An được hạ thủy vào năm 1901 và là con tàu đầu tiên trong các tàu hoạt động trên sông Trường Giang. Các tàu khác bao gồm Mei Chuen, Mei Foo, Mei Hung, Mei Ping, Mei Kiang, Mei Lu, Mei Tan, Mei Su, Mei Hsia, Mei Ying và Mei Yun. Mei Hsia được thiết kế đặc biệt để sử dụng trên sông. Nó được đóng bởi New Engineering and Shipbuilding Works của Thượng Hải, công ty cũng đã đóng chiếc xuồng máy 500 tấn Mei Foo vào năm 1912.
Mei Hsia (biệt danh là "Beautiful Gorges") được hạ thủy vào năm 1926 và có thể chở 350 tấn dầu rời trong ba khoang, cộng thêm một khoang hàng phía trước và không gian giữa các boong để chở hàng hóa tổng hợp hoặc dầu đóng gói. Nó có chiều dài 63 mét, chiều rộng 9,8 mét, chiều sâu 3,2 mét và có một buồng lái chống đạn. Mei Ping (biệt danh là "Beautiful Tranquility") được hạ thủy vào năm 1927, được thiết kế ngoài khơi nhưng được lắp ráp và hoàn thiện tại Thượng Hải. Các lò đốt dầu của nó đến từ Hoa Kỳ và lò hơi ống nước đến từ Anh.

### Trung Đông
Standard Oil và Socony-Vacuum Oil đã trở thành đối tác trong việc cung cấp thị trường cho các trữ lượng dầu ở Trung Đông. Năm 1906, SOCONY (sau này là Mobil) đã mở các trạm nhiên liệu đầu tiên tại Alexandria. Công ty đã thăm dò ở Palestine trước khi Thế chiến I bùng nổ, nhưng đã gặp phải xung đột với chính quyền địa phương.

### Các cáo buộc liên quan đến luật chống độc quyền

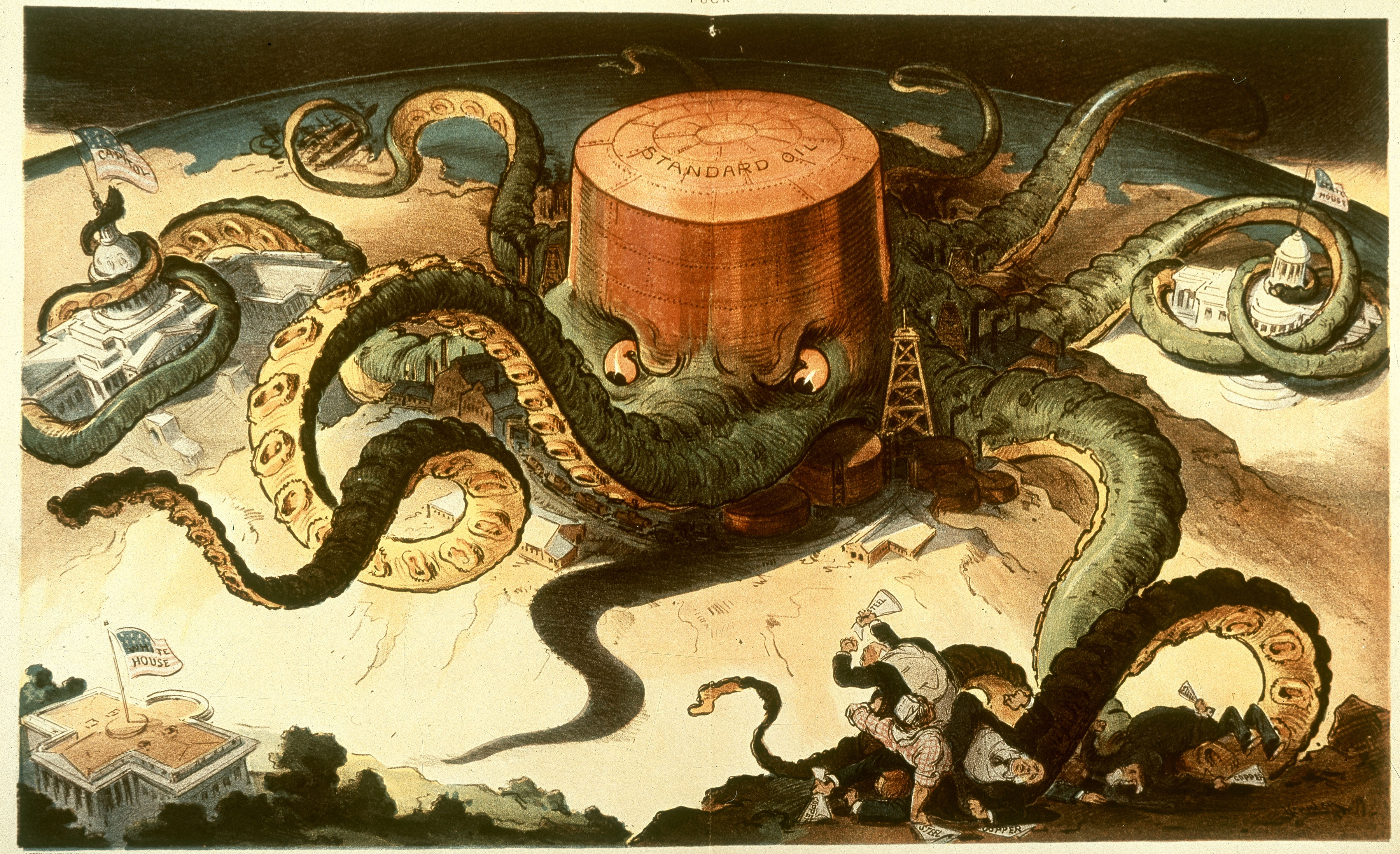
Standard Oil được mô tả như một con bạch tuộc trong phim hoạt hình

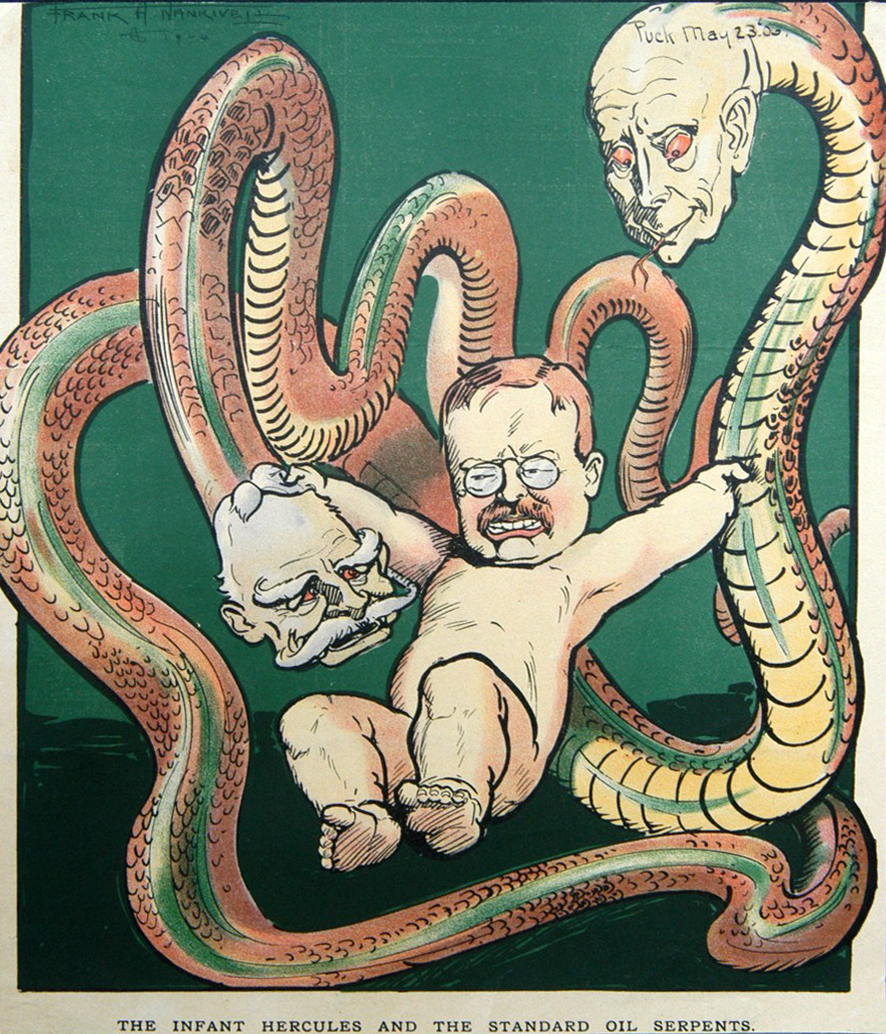
Tranh biếm họa của tạp chí Puck vẽ tổng thống Hoa Kỳ Theodore Roosevelt (cậu bé Hercules) đang vật lộn với Nelson W. Aldrich (bên trái) và John D. Rockefeller (bên phải) dựa trên thần thoại Hy Lạp về việc Hercules bóp chết rắn khi còn trong nôi được vẽ bởi Frank A. Nankivell

Đến năm 1890, Standard Oil Trust kiểm soát 88% lượng dầu tinh chế lưu thông tại Hoa Kỳ. Bang Ohio đã kiện công ty này thành công, buộc tổ hợp này phải giải thể vào năm 1892. Đáp lại, Standard Oil chỉ đơn giản là tách Standard Oil thuộc Ohio ra và vẫn giữ quyền kiểm soát đối với nó. Cuối cùng, bang New Jersey đã thay đổi luật thành lập công ty để cho phép một công ty nắm giữ cổ phần trong các công ty khác ở bất kỳ tiểu bang nào.
Kết quả là, Standard Oil Trust đã được tái sinh hợp pháp dưới dạng một công ty mẹ vào năm 1899 - đó là Standard Oil thuộc New Jersey (SOCNJ). Công ty nằm này nắm giữ cổ phần của 41 công ty khác, những công ty này lại kiểm soát các công ty khác và cứ thế tiếp diễn. Theo Daniel Yergin trong cuốn sách từng đoạt giải Pulitzer của ông là The Prize: The Epic Quest for Oil, Money, and Power (1990) cho biết, tập đoàn khổng lồ này bị công chúng nhìn nhận là thâu tóm mọi thứ, bị kiểm soát bởi một nhóm giám đốc và hoạt động kinh doanh không lành mạnh, gây ảnh hưởng đến các doanh nghiệp khác.

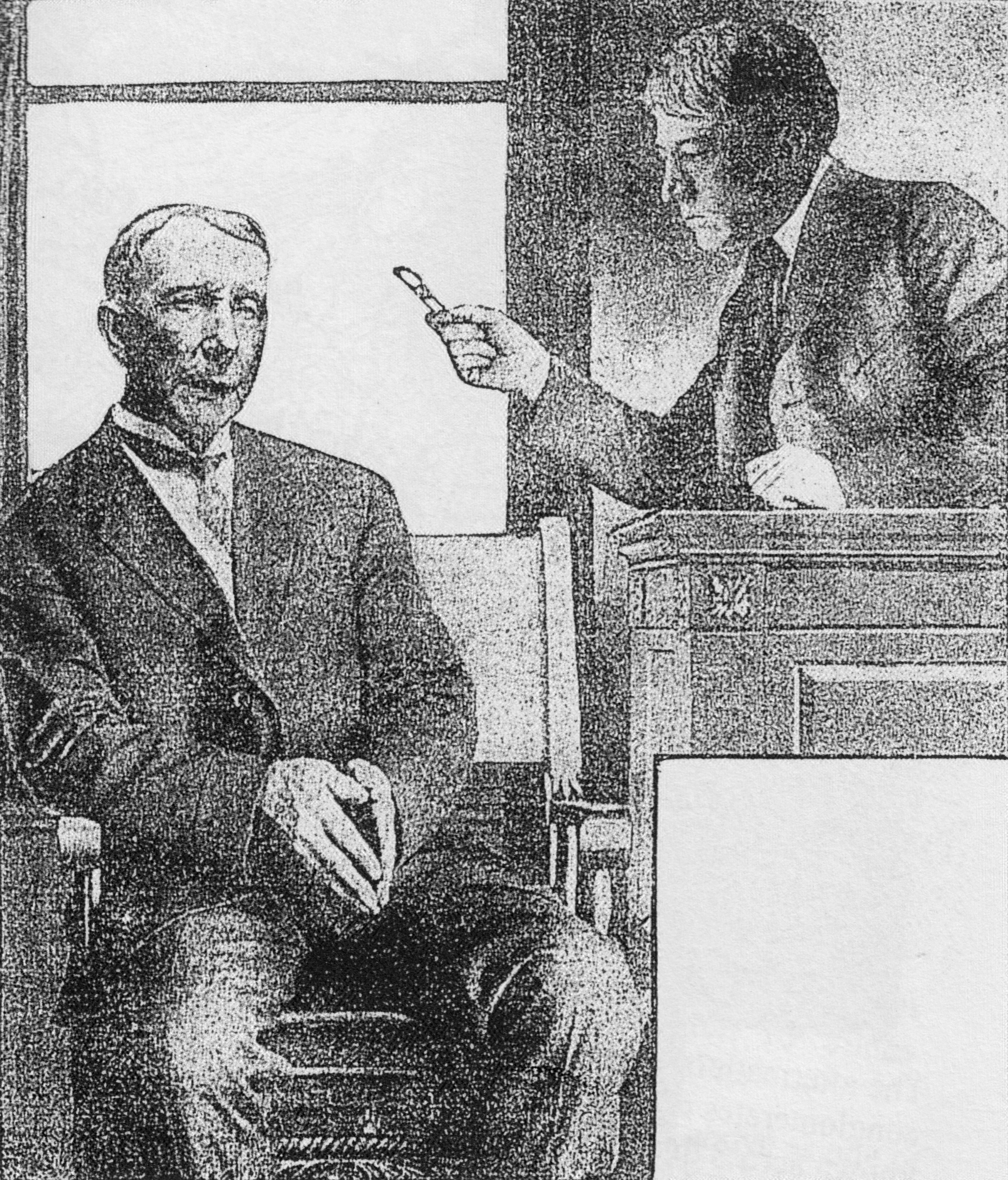
John D. Rockefeller ngồi trên bục nhân chứng và làm chứng trước Thẩm phán Kenesaw Mountain Landis vào ngày 6 tháng 7 năm 1907

Năm 1904, Standard Oil kiểm soát 91% sản lượng và 85% doanh số bán hàng. Phần lớn sản lượng của công ty là dầu hỏa, trong đó 55% được xuất khẩu đi khắp thế giới. Sau năm 1900, công ty không còn loại bỏ đối thủ bằng cách bán lỗ. Tuy nhiên, Ủy ban Thương mại Liên bang về các Tập đoàn đã nghiên cứu các hoạt động của Standard Oil trong giai đoạn từ năm 1904 - 1906 và đưa ra kết luận rằng: "Không còn nghi ngờ gì nữa...chắc chắn vị thế thống trị thị trường của công ty Standard Oil trong ngành lọc dầu là do các hành vi cạnh tranh không lành mạnh, lạm dụng việc kiểm soát đường ống, đường sắt và trong việc bán các sản phẩm dầu mỏ tinh chế".
Do sự cạnh tranh từ các công ty khác, thị phần của họ giảm xuống 70% vào năm 1906, cùng lúc này năm vụ kiện chống độc quyền được đệ trình chống lại Standard Oil. Đến năm 1911, khi Standard Oil bị ra lệnh chia tách, thị phần của công ty đã là 64%. Ít nhất 147 công ty lọc dầu đang cạnh tranh với Standard Oil, bao gồm Gulf, Texaco và Shell.

Vào năm 1909, Bộ Tư pháp Hoa Kỳ đã kiện Standard Oil theo luật chống độc quyền liên bang và Đạo luật Chống độc quyền Sherman năm 1890 với cáo buộc vi phạm luật chống độc quyền và hạn chế thương mại liên bang thông qua các hành vi sau:
Hoàn trả phí, ưu đãi và các hành vi phân biệt đối xử khác có lợi cho tổ hợp từ các công ty đường sắt.
Hạn chế và độc quyền thông qua kiểm soát đường ống, cùng các hành vi cạnh tranh không lành mạnh với các đường ống khác.
Hợp đồng với các đối thủ cạnh tranh nhằm hạn chế thương mại.
Các phương pháp cạnh tranh không công bằng, chẳng hạn như cắt giảm giá cục bộ tại những điểm cần thiết để đàn áp cạnh tranh.

Gián điệp hoạt động kinh doanh của đối thủ cạnh tranh, điều hành các công ty độc lập giả mạo, và thanh toán các khoản hoàn trả trên dầu với ý định tương tự.
Vụ kiện lập luận rằng các hoạt động độc quyền của công ty đã diễn ra trong suốt 4 năm trước đó:
Kết quả chung của cuộc điều tra đã cho thấy sự tồn tại của nhiều hành vi phân biệt đối xử trắng trợn và nghiêm trọng của các công ty đường sắt nhằm ủng hộ công ty Standard Oil và các tập đoàn liên kết. Ngoại trừ một số ít ngoại lệ, chủ yếu là các công ty lớn khác ở California, Standard Oil là bên hưởng lợi duy nhất từ những hành vi phân biệt đối xử này. Hầu hết ở mọi khu vực của Hoa Kỳ, công ty bị phát hiện có những ưu đãi hơn so với các đối thủ cạnh tranh, và những hành vi phân biệt này đã tác động đến cả những vùng thị trường rộng lớn, làm suy yếu khả năng cạnh tranh của các doanh nghiệp địa phương.
Chính phủ cũng đã điều tra được 4 mô hình bất hợp pháp: 
1. Giá cước đường sắt bí mật và bán bí mật;
2. Phân biệt đối xử trong việc công khai sắp xếp giá cước;
3. Phân biệt đối xử trong phân loại và quy tắc vận chuyển;
4. Phân biệt đối xử trong việc xử lý xe bồn tư nhân.

Chính phủ cũng đã cáo buộc:
Hầu như ở khắp mọi nơi, giá cước từ các điểm vận chuyển được sử dụng độc quyền, hoặc gần như độc quyền, bởi giá cước từ các điểm vận chuyển của công ty đều tương đối thấp hơn giá cước từ các điểm vận chuyển của các đối thủ cạnh tranh. Giá cước đã được làm thấp để Standard Oil thâm nhập thị trường, hoặc đã được làm cao để giữ các đối thủ cạnh tranh của nó ra khỏi thị trường. Khi các đối thủ cạnh tranh của Standard Oil đi nhiều thì sẽ bị công ty đường sắt viện cớ để đưa ra mức giá cước cao gây khó khăn cho các đối thủ của Standard Oil, trong khi quãng đường vận chuyển của Standard Oil xa hơn rất nhiều thì lại tính giá rất rẻ. Có lúc các tuyến này bắt tay với nhau đưa ra giá vận chuyển dầu cho Standard thấp hơn cả giá cộng từng chặng, nhưng đôi khi họ lại từ chối nhưng cả hai đều có lợi cho Standard Oil. Dù dùng nhiều mánh khóe khác nhau tùy theo địa điểm và tình huống, nhưng từ Maine đến California, cách sắp xếp mức cước vận chuyển dầu mỏ đều khiến Standard Oil được hưởng lợi một cách phi lý so với các đối thủ cạnh tranh.
Chính phủ cho biết Standard Oil đã tăng giá đối với những khách hàng không còn lựa chọn nào khác ngoài họ nhưng lại hạ giá ở khu vực đối thủ đang cạnh tranh để tiêu diệt đối thủ. Những hành vi vi phạm pháp luật này thường được che giấu bằng cách sử dụng các công ty ma do Standard Oil kiểm soát nhưng giả vờ là những công ty độc lập.
Bằng chứng hoàn toàn cho thấy rằng Standard Oil đưa ra mức giá quá cao ở những nơi không có đối thủ cạnh tranh. Ngược lại, ở những nơi có nhiều đối thủ cạnh tranh, công ty thường hạ giá xuống mức mà ngay cả công ty cũng lời rất ít, thậm chí không lời, và điều đó càng khiến đối thủ vốn phải trả chi phí cao hơn không thể nào trụ được.
Vào ngày 15 tháng 5 năm 1911, Tòa án Tối cao Hoa Kỳ giữ nguyên phán quyết của tòa án cấp dưới và tuyên bố tập đoàn Standard Oil là một tập đoàn độc quyền “phi lý” theo Điều II của Đạo luật Chống độc quyền Sherman. Tòa ra lệnh chia Standard Oil thành 39 công ty độc lập, mỗi công ty có ban giám đốc riêng biệt. Hai công ty lớn nhất trong số này là Standard Oil of New Jersey (sau này trở thành Exxon) và Standard Oil of New York (sau này trở thành Mobil).
Chủ tịch của Standard lúc đó, John D. Rockefeller, đã nghỉ hưu từ lâu. Tuy nhiên, ông vẫn sở hữu 25% cổ phần của các công ty mới được tách ra, và giá trị cổ phiếu của những công ty này phần lớn đều tăng gấp đôi, khiến Rockefeller trở thành người giàu nhất thế giới thời điểm đó sau vụ giải thể. Sau khi giải thể Standard Oil, thay vì làm tổn thất tài sản, nó lại góp phần làm gia tăng đáng kể khối tài sản cá nhân của Rockefeller.